# Neophylax acutus
Neophylax acutus is een schietmot uit de familie Uenoidae. De soort komt voor in het Nearctisch gebied.